# Limon (Colorado)
Pour les articles homonymes, voir Limon.
Limon est une ville américaine située dans le comté de Lincoln dans le Colorado.
Selon le recensement de 2010, Limon compte 1 880 habitants. La municipalité s'étend sur 2,16 milles carrés (5,59 km2).
La ville est nommée en l'honneur d'un chef d'équipe du Chicago, Rock Island and Pacific Railroad. Autrefois appelée Limon's Camp puis Limon's Junction, elle adopte son nom actuel en 1909.

## Démographie
| 1910 | 1920  | 1930  | 1940  | 1950  | 1960  |
| ---- | ----- | ----- | ----- | ----- | ----- |
| 534  | 1 047 | 1 100 | 1 053 | 1 471 | 1 811 |

| 1970  | 1980  | 1990  | 2000  | 2010  | - |
| ----- | ----- | ----- | ----- | ----- | - |
| 1 814 | 1 805 | 1 831 | 2 071 | 1 880 | - |